# Vuelta a España 1977
32. ročník cyklistického závodu Vuelta a España se konal od 26. dubna do 15. května 1977. Vítězem se stal Belgičan Freddy Maertens z týmu Flandria, jenž dominoval celému závodu od začátku do konce. Vyhrál 13 etap, bodovací soutěž a vedl celkové pořadí od prologu do poslední etapy. Španěl Pedro Torres vyhrál vrchařskou soutěž.

## Týmy
Závodu se celkem zúčastnilo 7 týmů, každý tým měl 10 jezdců. Na start nastoupilo 70 jezdců, z nichž 54 dokončilo.
Týmy, které se zúčastnily závodu, byly:
- Kas-Campagnolo
- Frisol-Gazelle
- Novostil-Gios
- Ebo-Supería
- Teka
- Flandria-Latina
- Magniflex-Torpado

## Trasa a etapy
| Etapa | Datum         | Trasa                                                         | Vzdálenost          | Typ                 | Typ                  | Vítěz                       |
| ----- | ------------- | ------------------------------------------------------------- | ------------------- | ------------------- | -------------------- | --------------------------- |
| P     | 26. dubna     | Dehesa de Campoamor – Dehesa de Campoamor                     | 8 km (5 mi)         |                     | Individuální časovka | Freddy Maertens (BEL)       |
| 1     | 27. dubna     | Dehesa de Campoamor – La Manga                                | 115 km (71 mi)      |                     |                      | Freddy Maertens (BEL)       |
| 2     | 28. dubna     | La Manga – Murcia                                             | 161 km (100 mi)     |                     |                      | Freddy Maertens (BEL)       |
| 3     | 29. dubna     | Murcia – Benidorm                                             | 200 km (124 mi)     |                     |                      | Fedor den Hertog (NED)      |
| 4     | 30. dubna     | Benidorm – Benidorm                                           | 8,3 km (5 mi)       |                     | Individuální časovka | Michel Pollentier (BEL)     |
| 5     | 1. května     | Benidorm – El Saler                                           | 159 km (99 mi)      |                     |                      | Freddy Maertens (BEL)       |
| 6     | 2. května     | Valencia – Teruel                                             | 170 km (106 mi)     |                     |                      | Freddy Maertens (BEL)       |
| 7     | 3. května     | Teruel – Alcalà de Xivert                                     | 204 km (127 mi)     |                     |                      | Freddy Maertens (BEL)       |
| 8     | 4. května     | Alcalà de Xivert – Tortosa                                    | 141 km (88 mi)      |                     |                      | Freddy Maertens (BEL)       |
| 9     | 5. května     | Tortosa – Salou                                               | 144 km (89 mi)      |                     |                      | Freddy Maertens (BEL)       |
| 10    | 6. května     | Salou – Barcelona                                             | 144 km (89 mi)      |                     |                      | Cees Priem (NED)            |
| 11a   | 7. května     | Barcelona – Barcelona                                         | 3,8 km (2 mi)       |                     | Individuální časovka | Freddy Maertens (BEL)       |
| 11b   | 7. května     | Barcelona – Barcelona                                         | 45 km (28 mi)       |                     |                      | Freddy Maertens (BEL)       |
| 12    | 8. května     | Barcelona – Tossa de Montbui(ca) (Santa Margarida de Montbui) | 198 km (123 mi)     |                     |                      | Giuseppe Perletto (ITA)     |
| 13    | 9. května     | Igualada – La Seu d'Urgell                                    | 135 km (84 mi)      |                     |                      | Freddy Maertens (BEL)       |
| 14    | 10. května    | La Seu d'Urgell – Monzón                                      | 200 km (124 mi)     |                     |                      | Carlos Melero (ESP)         |
| 15    | 11. května    | Monzón – Formigal                                             | 166 km (103 mi)     |                     |                      | Pedro Torres (ESP)          |
| 16    | 12. května    | Formigal – Cordovilla                                         | 170 km (106 mi)     |                     |                      | Freddy Maertens (BEL)       |
| 17    | 13. května    | Cordovilla – Bilbao                                           | 183 km (114 mi)     |                     |                      | Luis Alberto Ordiales (ESP) |
| 18    | 14. května    | Bilbao – Urkiola                                              | 126 km (78 mi)      |                     |                      | José Nazabal (ESP)          |
| 19    | 15. května    | Durango – Miranda de Ebro                                     | 104 km (65 mi)      |                     |                      | Freddy Maertens (BEL)       |
|       | Celková délka | Celková délka                                                 | 2 785 km (1 731 mi) | 2 785 km (1 731 mi) | 2 785 km (1 731 mi)  | 2 785 km (1 731 mi)         |

## Průběžné pořadí
| Etapa          | Vítěz                 | Celkové pořadí · | Bodovací soutěž · | Vrchařská soutěž · | Sprinterská soutěž  |
| -------------- | --------------------- | ---------------- | ----------------- | ------------------ | ------------------- |
| P              | Freddy Maertens       | Freddy Maertens  | neuděleno         | neuděleno          | neuděleno           |
| 1              | Freddy Maertens       | Freddy Maertens  | Freddy Maertens   | Pedro Torres       | Ferdi Van Den Haute |
| 2              | Freddy Maertens       | Freddy Maertens  | Freddy Maertens   | Pedro Torres       | Freddy Maertens     |
| 3              | Fedor den Hertog      | Freddy Maertens  | Freddy Maertens   | Andres Oliva       | Geert Malfait       |
| 4              | Michel Pollentier     | Freddy Maertens  | Freddy Maertens   | Pedro Torres       | Geert Malfait       |
| 5              | Freddy Maertens       | Freddy Maertens  | Freddy Maertens   | Pedro Torres       | Geert Malfait       |
| 6              | Freddy Maertens       | Freddy Maertens  | Freddy Maertens   | Andres Oliva       | Geert Malfait       |
| 7              | Freddy Maertens       | Freddy Maertens  | Freddy Maertens   | Andres Oliva       | Daniele Tinchella   |
| 8              | Freddy Maertens       | Freddy Maertens  | Freddy Maertens   | Andres Oliva       | Daniele Tinchella   |
| 9              | Freddy Maertens       | Freddy Maertens  | Freddy Maertens   | Pedro Torres       | Daniele Tinchella   |
| 10             | Cees Priem            | Freddy Maertens  | Freddy Maertens   | Andres Oliva       | Daniele Tinchella   |
| 11a            | Freddy Maertens       | Freddy Maertens  | Freddy Maertens   | Andres Oliva       | Daniele Tinchella   |
| 11b            | Freddy Maertens       | Freddy Maertens  | Freddy Maertens   | Andres Oliva       | Daniele Tinchella   |
| 12             | Giuseppe Perletto     | Freddy Maertens  | Freddy Maertens   | Pedro Torres       | Daniele Tinchella   |
| 13             | Freddy Maertens       | Freddy Maertens  | Freddy Maertens   | Pedro Torres       | Daniele Tinchella   |
| 14             | Carlos Melero         | Freddy Maertens  | Freddy Maertens   | Pedro Torres       | Daniele Tinchella   |
| 15             | Pedro Torres          | Freddy Maertens  | Freddy Maertens   | Pedro Torres       | Daniele Tinchella   |
| 16             | Freddy Maertens       | Freddy Maertens  | Freddy Maertens   | Pedro Torres       | Daniele Tinchella   |
| 17             | Luis Alberto Ordiales | Freddy Maertens  | Freddy Maertens   | Pedro Torres       | Daniele Tinchella   |
| 18             | José Nazabal          | Freddy Maertens  | Freddy Maertens   | Pedro Torres       | Daniele Tinchella   |
| 19             | Freddy Maertens       | Freddy Maertens  | Freddy Maertens   | Pedro Torres       | Freddy Maertens     |
| Konečné pořadí | Konečné pořadí        | Freddy Maertens  | Freddy Maertens   | Pedro Torres       | Freddy Maertens     |

## Konečné pořadí

### Celkové pořadí 1.- 25. místo[4]
| Pořadí | Jezdec                | Tým               | Čas        |
| ------ | --------------------- | ----------------- | ---------- |
| 1      | Freddy Maertens       | Flandria–Latina   | 78h 54’ 36 |
| 2      | Miguel Maria Lasa     | Teka              | + 2’ 51”   |
| 3      | Klaus-Peter Thaler    | Teka              | + 3’ 23”   |
| 4      | Domingo Perurena      | Kas–Campagnolo    | + 4’ 45”   |
| 5      | José Viejo            | Kas–Campagnolo    | + 5’ 14”   |
| 6      | Michel Pollentier     | Flandria–Latina   | + 5’ 35”   |
| 7      | Gary Clively          | Magniflex–Torpado | + 7’ 06”   |
| 8      | José Pesarrodona      | Kas–Campagnolo    | + 9’ 32”   |
| 9      | Pedro Torres          | Teka              | + 10’ 29”  |
| 10     | José Antonio Gonzáles | Kas–Campagnolo    | + 11’ 18”  |
| 11     | Agustín Tamames       | Teka              | + 11’ 48”  |
| 12     | José Manuel Gardía    | Novostil–Gios     | + 12’ 07”  |
| 13     | Fernando Mendes       | Teka              | + 14’ 31”  |
| 14     | Ludo Loos             | Ebo–Superia       | + 15’ 45”  |
| 15     | Joaquim Agostinho     | Teka              | + 18’ 09”  |
| 16     | Ismael Lejaretta      | Kas–Campagnolo    | + 20’ 57”  |
| 17     | Andrés Oliva          | Kas–Campagnolo    | + 22’ 51”  |
| 18     | Rafael Ladron         | Kas–Campagnolo    | + 27’ 04”  |
| 19     | Eulalio García        | Kas–Campagnolo    | + 34’ 10”  |
| 20     | Carlos Ocaña          | Kas–Campagnolo    | + 42’ 00”  |
| 21     | José Nazabal          | Kas–Campagnolo    | + 42’ 29”  |
| 22     | Luis Ocaña            | Frisol–Gazelle    | + 43’ 00”  |
| 23     | Carlos Melero         | Teka              | + 43’ 54”  |
| 24     | Javier Elorriaga      | Teka              | + 49’ 33”  |
| 25     | Giuseppe Perletto     | Magniflex–Torpado | + 54’ 52”  |

### Bodovací soutěž
| Pořadí | Jezdec             | Tým             | Body |
| ------ | ------------------ | --------------- | ---- |
| 1      | Freddy Maertens    | Flandria–Latina | 369  |
| 2      | Klaus-Peter Thaler | Teka            | 173  |
| 3      | José Viejo         | Kas–Campagnolo  | 131  |
| 4      | Benny Schepmans    |                 | 128  |
| 5      | Miguel Maria Lasa  | Teka            | 127  |

### Vrchařská soutěž
| Pořadí | Jezdec            | Tým             | Body |
| ------ | ----------------- | --------------- | ---- |
| 1      | Pedro Torres      | Teka            | 134  |
| 2      | Andrés Oliva      | Kas–Campagnolo  | 115  |
| 3      | Ludo Loos         | Ebo–Superia     | 91   |
| 4      | Fernando Mendes   | Teka            | 61   |
| 5      | José Viejo        | Kas–Campagnolo  | 52   |
| 6      | Domingo Perurena  | Kas–Campagnolo  | 43   |
| 7      | Ismael Lejarreta  | Kas–Campagnolo  | 42   |
| 8      | Michel Pollentier | Flandria–Latina | 38   |
| 9      | Freddy Maertens   | Flandria–Latina | 34   |
| 10     | Rafael Ladron     | Kas–Campagnolo  | 32   |

### Soutěž týmů
| Pořadí | Tým               | Čas          |
| ------ | ----------------- | ------------ |
| 1      | Teka              | 236h 14’ 43” |
| 2      | Kas–Campagnolo    | + 50”        |
| 3      | Flandria–Latina   | + 39’ 37”    |
| 4      | Frisol–Gazelle    | + 1h 15’ 41” |
| 5      | Magniflex–Torpado | + 1h 30’ 14” |
| 6      | Ebo–Superia       | + 1h 34’ 51” |
| 7      | Novostil–Gios     | + 1h 50’ 56” |